# Royal Society of Canada
Royal Society of Canada (La Société royale du Canada) även kallat RSC: The Academies of Arts, Humanities and Sciences of Canada (SRC : Les Académies des arts, des lettres et des sciences du Canada) är en tvåspråkig organisation i Kanada för lärda, humanister, vetenskapsmän och konstnärer. Dess mål är att bedriva forskning och utbildning i dessa ämnen på både engelska och franska.